# Visitación (Rogier van der Weyden)
La Visitación es una pintura al óleo sobre lienzo del maestro flamenco Rogier van der Weyden realizada en 1445 y que se encuentra expuesta en el Museo de Bellas Artes de Leipzig, aunque pertenece a la Fundación Maximilian Speck von Sternburg.
La obra muestra el episodio bíblico de la visita de María, embarazada de Jesús, a su prima Isabel, que era mucho más mayor y que estaba igualmente cerca de dar a luz a Juan el Bautista.

## Descripción
María e Isabel se encuentran en un camino estrecho de tierra a alguna distancia de la casa de Isabel. Las dos mujeres se saludan colocando la mano sobre el vientre una de la otra.
La casa de Isabel parece estar adosada a una iglesia, atendiendo a los estrechos vitrales en las paredes del tope y lateral de la construcción mayor, verificándose el habitual anacronismo artístico de la época al representar las construcciones y vestuario de las figuras como si los acontecimientos que describen estuvieran ocurriendo en el momento y lugar en que las obras de arte eran realizadas.
A la derecha, ante la puerta de la casa de Isabel está su esposo Zacarías y un perro. A la izquierda, un amplio paisaje se extiende detrás de María, sugiriendo un largo viaje. En él, a cierta distancia se ve lo que parece ser un depósito de agua con un cisne en la superficie, y una pareja de caminantes cerca. No muy lejos está un conjunto ordenado de árboles que podría ser un huerto de frutales. Más lejos se encuentra un pequeño conjunto habitacional que probablemente sea una granja. Y en el horizonte más lejano se divisan los contornos de una ciudad.
Es un día claro y tranquilo con nubes altas. Hay numerosas aves volando alrededor de las partes más elevadas de la iglesia y anexos.
Esta composición es muy similar en cuanto a la posición de las figuras, colores y encuadramiento a la Visitación que se encuentra en Turín, en la Galería Sabauda, que es uno de los dos paneles laterales del Tríptico de la Anunciación también de van der Weyden que fue realizado unos once años antes.

## Historia reciente
Fue atribuida a Hans Memling en el siglo XIX, cuando ya se encontraba en posesión de Maximilian Speck von Sternburg.
El destino de la colección de Speck von Sternburg en el siglo XX fue agitado. Después de la familia haber sido desposeída de sus bienes en 1946 durante la reforma agraria, sus tesoros artísticos fueron incorporados al Museo Leipzig hasta la reunificación de Alemania. Después de la reunificación, y debido a las nuevas disposiciones legales, la colección de arte fue devuelta a los herederos en 1994. Pero estos decidieron generosamente concederla en préstamo permanente al Museo de Bellas Artes de Leipzig. Por esta decisión, el barón Wolf-Dietrich Speck von Sternburg fue agraciado con el Premio Mecenas concedido por el presidente de Alemania en 1999.

## Tríptico de la Anunciación

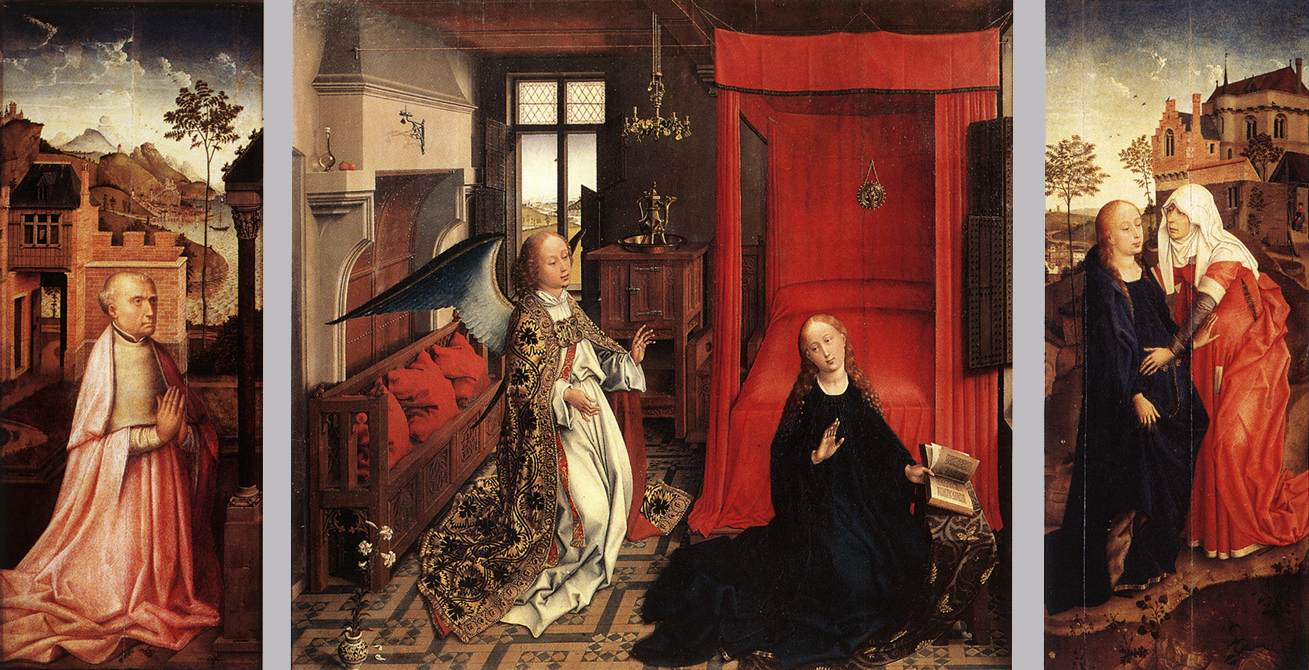
Tríptico de la Anunciación de Rogier van der Weyden.

El Tríptico de la Anunciación es una obra de Rogier van der Weyden, datada en torno a 1434. Estaba originalmente formada por tres paneles, estando ahora el central en el Museo del Louvre en París, y los paneles laterales en la Galería Sabauda de Turín.
Los paneles laterales (Clérigo en oración y La Visitación, con 89 x 36,5 cm cada uno) tienen características similares al central (La Anunciación), pero presentan paisajes más luminosos, con los elementos de fondo quedando cada vez más difusos en el horizonte, en consonancia con la perspectiva aérea.